# Morte sospetta di una minorenne
Morte sospetta di una minorenne (conocida en español como Extraña muerte de una menor y La sospechosa muerte de una menor) es una película giallo italiana de 1975 dirigida por Sergio Martino.

## Argumento
La ciudad de Milán sufre la repetición de numerosos crímenes entre los cuales destaca la desaparición de chicas menores. El comisario Paolo Germi, creyendo poco eficaces los métodos tradicionales de la policía, para indagar sobre los asesinatos, finge a su vez ser un carterista y toma como ayudante al ladronzuelo Giannino, llegando con escasos resultados hasta el ambiguo Sindicato Milanés de Colaboradores Domésticos (SMCD).

## Reparto
- Claudio Cassinelli como Paolo Germi.
- Mel Ferrer como Superintendente de Policía.
- Lia Tanzi como Carmela.
- Gianfranco Barra como Teti.
- Patrizia Castaldi como Marisa.
- Adolfo Caruso como Giannino.
- Jenny Tamburi como Gloria.
- Massimo Girotti como Gaudenzio Pesce.
- Carlo Alighiero como Jefe de la Oficina del SMCD.
- Franco Alpestre como Il Menga.
- Fiammetta Baralla como casera.
- Barbara Magnolfi como Floriana.
- Aldo Massasso como Listri.
- Roberto Posse como asesino.
- Carlotta Wittig como directora del SMCD.

## Producción
Morte sospetta di una minorenne fue desarrollada bajo el título Milano Violenta (tdl. ‘Milán violenta’), título utilizado posteriormente para la película de Mario Caiano, Nómina sangrienta. La película era un híbrido entre una película policial y un giallo. El guionista Ernesto Gastaldi habló más tarde sobre la película diciendo: «En mi opinión, es una película menor [...] el habitualmente muy bueno Martino no logró darle a la película un impulso decisivo».

## Lanzamiento
Morte sospetta di una minorenne fue distribuida en cines por Titanus en Italia el 12 de agosto de 1975. La película recaudó un total de 507 396 250 liras italianas en su estreno nacional. La película también fue lanzada en inglés como Too Young to Die.